# Лозовский, Александр Борисович
Александр Борисович Лозовский (23 сентября 1907, деревня Голенищево, Смоленская губерния — 26 февраля 1981, Москва) — советский военный деятель, участник Великой Отечественной войны, генерал-майор танковых войск (1945 год).

## Биография
Александр Борисович Лозовский родился 23 сентября 1907 года в деревне Голенищево ныне Краснинского района Смоленской области.
В сентябре 1925 года был призван в ряды РККА и направлен на учёбу в Военно-политическую школу Западного военного округа, а в октябре 1926 года переведён в Объединённую военную школу имени ВЦИК, дислоцированную в Москве, после окончания которой в сентябре 1928 года направлен в 1-й Читинский стрелковый полк (1-я Тихоокеанская стрелковая дивизия, ОКДВА), где служил на должностях командира взвода и помощника командира роты по политической части. С июля 1929 по январь 1930 года принимал участие в боевых действиях на КВЖД.
В ноябре 1930 года был направлен на учёбу на Ленинградские бронетанковые курсы усовершенствования командного состава, после окончания которых в июле 1931 года назначен на должность командира танковой роты 1-го отдельного танкового батальона, в феврале 1934 года — на должность помощника начальника оперативного отдела штаба 2-й механизированной бригады (ОКДВА).
В ноябре того же года был направлен на учёбу в Военную академию механизации и моторизации РККА, после окончания которой в июне 1939 года назначен на должность помощника начальника штаба 9-й мотоброневой бригады (1-я армейская группа), после чего участвовал в боевых действиях на Халхин-Голе.

### Великая Отечественная война
В июле 1941 года Лозовский был назначен на должность начальника штаба 111-й танковой дивизии.
После окончания ускоренного курса Высшей военной академии имени К. Е. Ворошилова в июне 1942 года был назначен на должность начальника оперативного отдела, а в июле — на должность начальника штаба 15-го танкового корпуса, который принимал участие в ходе Острогожско-Россошанской, Харьковской наступательной и оборонительной операций. В ходе Харьковской наступательной операции корпус после больших потерь в личном составе и технике перешёл к оборонительным боевым действиям, а затем в результате контрнаступления противника был отсечён от главных сил в районе Соколово, после чего получили приказ на прорыв и выход в район пгт Новая Водолага. После гибели 3 марта 1943 года командира корпуса генерал-майора В. А. Копцова Лозовский принял на себя командование корпусом, после чего корпус вышел из окружения в район Змиево. После выхода из окружения Лозовский продолжал исполнять должность командира и одновременно начальника штаба 15-го танкового корпуса, который вскоре участвовал в ходе Орловской наступательной операции, во время которой Лозовский был ранен, но продолжал управлять частями корпуса. За умелую организацию, чёткое управление частями корпуса и успешное выполнение поставленных боевых задач был награждён орденом Кутузова 2 степени.
В июле 1943 года 15-й танковый корпус был преобразован в 7-й гвардейский и вскоре принимал участие в битве за Днепр, Киевской наступательной и оборонительной операциях.
В январе 1944 года был назначен на должность начальника штаба 10-го гвардейского танкового корпуса, который принимал участие в Проскуровско-Черновицкой, Львовско-Сандомирской, Нижнесилезской, Верхнесилезской, Берлинской и Пражской наступательных операциях.

### Послевоенная карьера
После окончания войны Лозовский служил в Главном управлении кадров Министерства обороны СССР, находясь на должности начальника отдела по присвоению воинских званий офицерам кадра и награждениям.
Генерал-майор танковых войск Александр Борисович Лозовский в июле 1966 года вышел в отставку. Умер 26 февраля 1981 года в Москве. Похоронен на Кунцевском кладбище.

## Награды
- Орден Ленина;
- Пять орденов Красного Знамени;
- Орден Суворова 2 степени;
- Орден Кутузова 2 степени;
- Орден Отечественной войны 1 степени;
- Орден Красной Звезды;
- Медали;
- Иностранные награды.

## Память
- На могиле установлен надгробный памятник.
- Имя воина увековечено в Главном Храме Вооружённых сил России и на мемориале «Дорога памяти»[3].